# Come Vasco
Come Vasco è un singolo del rapper italiano Fabri Fibra, pubblicato il 7 aprile 2015 come primo estratto dall'ottavo album in studio Squallor.

## Descrizione
Come Vasco è un brano che apparentemente può sembrare un dissing al cantante italiano Vasco Rossi, in realtà si tratta di un omaggio appunto al cantante di Zocca.

## Video musicale
Il video, denominato «non ufficiale» dall'artista, è stato reso disponibile il 17 aprile 2015 attraverso il canale YouTube del rapper.

## Formazione
- Fabri Fibra – voce, registrazione
- Rey Reel – produzione
- Paola Zukar – produzione esecutiva
- Marco Zangirolami – missaggio
- Gavin Lurssen – mastering